# Seget
 Ovo je glavno značenje pojma Seget. Za gradsko naselje Umaga pogledajte Seget (Umag).
Seget je općina u Hrvatskoj, nastala 1993. izdvajanjem iz tadašnje općine Trogir.

## Općinska naselja
Općina se sastoji od 6 naselja (stanje 2006.), to su: Seget Donji, Seget Vranjica, Seget Gornji, Bristivica, Prapatnica i Ljubitovica.

## Zemljopis
Nalazi se pokraj Trogira. Priobalna naselja Seget Donji i Seget Vranjica funkcioniraju kao predgrađe urbane cjeline Trogira, dok zagorska naselja pokazuju izrazitu depopulaciju. 

## Stanovništvo
| broj stanovnika | 2178  | 2300  | 2280  | 2721  | 3063  | 3533  | 3848  | 4481  | 4479  | 4695  | 4913  | 4515  | 4241  | 4627  | 4904  | 4854  | 4511  |
|                 | 1857. | 1869. | 1880. | 1890. | 1900. | 1910. | 1921. | 1931. | 1948. | 1953. | 1961. | 1971. | 1981. | 1991. | 2001. | 2011. | 2021. |

### Popis 2011.
Prema popisu stanovništva iz 2011. godine, Općina Seget ima 4.854 stanovnika. Većina stanovništva su Hrvati s 97,40 %, a po vjerskom opredijeljenju većinu od 94,79 % čine pripadnici katoličke vjere.

## Uprava
Načelnik Općine Seget je Ivo Sorić, koji je na dužnosti naslijedio prvog i višegodišnjeg načelnika Vinka Zulima Virulicu.
Zgrada općine nalazi se na adresi Trg Špira Ševe Frzelina 1.

## Povijest
Općina Seget je osnovana 1993. u jeku Domovinskog rata izdvajanjem iz nekadašnje općine Trogir naselja Seget Donji, Seget Vranjica i Seget Gornji. Kasnije se pridružuju Bristivica, Prapatnica i Ljubitovica.
Počasnim građaninom općine Seget bio je proglašen Josip Manolić.

## Spomenici i znamenitosti
Spomenik palim partizanskim borcima i civilnim žrtvama fašističkog terora Segeta Donjeg i Seget Vranjice, autor Fabjan Bakulić,
godina postavljanja 1954.

## Obrazovanje
- Osnovna škola Kralj Zvonimir.

## Kultura
- Segetske mažoretkinje

## Vanjske poveznice
- Službena stranica Općine Seget